# Dani Rodríguez (labdarúgó, 1988)
Dani Rodríguez (Betanzos, 1988. június 6. –) spanyol labdarúgó, a Mallorca középpályása.

## Pályafutása
Rodríguez a spanyolországi Betanzos városában született. Az ifjúsági pályafutását a Deportivo La Coruña akadémiájánál kezdte.
2007-ben mutatkozott be a Deportivo La Coruña tartalékkeretében. A 2007–08-as szezonban a Betanzos csapatát erősítette kölcsönben. 2011-ben a Conquense, majd 2012-ben a Racing Ferrol szerződtette. 2015-ben a Racing Santanderhez írt alá. 2016-ban az Albacetéhez igazolt. 2018. július 1-jén szerződést kötött a másodosztályban szereplő Mallorca együttesével. Először a 2018. augusztus 27-ei, Rayo Majadahonda ellen 1–0-ra megnyert mérkőzés 57. percében, Carlos Castro cseréjeként lépett pályára. Első gólját 2018. november 11-én, a Córdoba ellen hazai pályán 3–0-ás győzelemmel zárult találkozón szerezte meg. A 2018–19-es szezonban feljutottak a La Ligába.

## Statisztikák
2023. március 31. szerint
| Klub     | Szezon   | Osztály          | Bajnokság | Bajnokság | Kupa és Ligakupa | Kupa és Ligakupa | Nemzetközi | Nemzetközi | Összesen | Összesen |
| Klub     | Szezon   | Osztály          | Meccs     | Gól       | Meccs            | Gól              | Meccs      | Gól        | Meccs    | Gól      |
| -------- | -------- | ---------------- | --------- | --------- | ---------------- | ---------------- | ---------- | ---------- | -------- | -------- |
| Mallorca | 2018–19  | Segunda División | 42        | 4         | 1                | 0                | —          | —          | 43       | 4        |
| Mallorca | 2019–20  | La Liga          | 37        | 5         | 1                | 0                | —          | —          | 38       | 5        |
| Mallorca | 2020–21  | Segunda División | 38        | 8         | 0                | 0                | —          | —          | 38       | 8        |
| Mallorca | 2021–22  | La Liga          | 36        | 3         | 4                | 0                | —          | —          | 40       | 3        |
| Mallorca | 2022–23  | La Liga          | 26        | 3         | 4                | 1                | —          | —          | 30       | 4        |
| Összesen | Összesen | Összesen         | 179       | 23        | 10               | 1                | 0          | 0          | 189      | 24       |

## Sikerei, díjai
Mallorca
- Segunda División
  - Feljutó (2): 2018–19, 2020–21